# 김태군 (야구 선수)
김태군(金泰君, 1989년 12월 30일 ~ )은 KBO 리그 KIA 타이거즈의 포수이다.

## 아마추어 시절
부산고등학교 3학년 때인 2007년에는 주장을 맡기도 했다. 그 당시 부산고등학교 감독이었던 조성옥이 은사이다. 주로 외야수로 출전하다가 고등학교 3학년 때 포수로 전향했다. 2007년 제59회 화랑대기 전국고교야구대회에서 부산고등학교의 우승에 크게 일조했고, 대회 MVP로 선정됐다.

## LG 트윈스시절
부산고등학교를 졸업하고 2008년 신인 드래프트에서 2차 3라운드(전체 17순위)로 지명받아 입단하였다. 당시 포수였던 김정민이 은퇴하고 잠시 구단의 스카우트로 활동할 때 부산에서 그의 가능성을 봤고 이로 인해 지명받게 됐다. 2008년 6월 29일 우리 히어로즈와의 경기에 출전하며 데뷔 첫 경기를 치렀고, 경기 후반에 교체 출전해 타석에는 들어서지 못했다.
2009년에 김정민이 아킬레스건 부상을 당해 시즌 아웃된 후 본격적으로 1군에서 활동했다. 8월 6일, KIA 타이거즈와의 경기에서 심수창, 조인성의 말다툼 이후 두 명 모두 2군으로 강등 및 시즌 아웃되며 풀 타임 주전으로 출장하기 시작했다. 1군에 올라온 후 기량이 성장해 장성우와 함께 젊은 포수 시대를 이끌었다.
2012년에 100경기에 출장했고 올스타에도 선정됐지만 2할대 타율, 14타점, 7득점을 기록하며 타격이 부진했다. 더딘 성장세와 병역 문제를 이유로 2012년 시즌 후 보호 선수 명단에서 제외됐다.

## NC 다이노스시절
2012년 11월 15일에 전력 보강 선수로 지명받아 이적했다.

### 2013년 시즌
이적 후 주전 포수로 출장했고 4월 3일 롯데전에서 팀 창단 첫 타점을 기록했으나 팀의 패배로 빛이 바랬다. 2013년 5월 1일 LG전에서 벤자민 주키치를 상대로 데뷔 첫 홈런을 기록했다.

### 2014년 시즌
6월 24일 LG전에서 찰리 쉬렉과 배터리로 호흡을 맞춰 9이닝 무피안타 3볼넷으로 통산 11번째 노히트 노런을 합작했다.7월 1일 SK 와이번스와의 경기에서 박정배를 상대로 끝내기 희생 플라이를 기록하며 데뷔 첫 끝내기를 기록했다. 올스타전 투표에서 886,833표를 얻어 웨스턴 리그 올스타 포수로 선정됐다.

#### 2014년준플레이오프
4경기에서 타율 0.222, 2안타, 1타점을 기록했다. 10월 24일 LG전에서 이병규의 외야 뜬공 상황에서 나성범의 송구를 포구해 오지환을 홈에서 아웃시켰고 경기 후반에 포스트시즌 첫 타점을 기록했다. 또 이병규의 내야 땅볼 때 홈에서 황목치승을 아웃시켰다. 경기 후 "한 6시간 동안 계속 운동한 것처럼 체력을 소진한 것 같다"고 소감을 밝혔다.
- 기록

| 타율  | 경기 | 타수 | 득점 | 안타 | 2루타 | 3루타 | 홈런 | 타점 | 도루 |   | 볼넷 | 사구 | 삼진 | 병살 | 장타율 | 출루율 | 실책 | 비고 |
| ----- | ---- | ---- | ---- | ---- | ----- | ----- | ---- | ---- | ---- | - | ---- | ---- | ---- | ---- | ------ | ------ | ---- | ---- |
| 0.222 | 4    | 9    | 0    | 2    | 0     | 0     | 0    | 1    | 0    | 0 | 0    | 0    | 2    | 0    | 0.222  | 0.222  | 1    |      |

### 2015년 시즌
올스타전 팬 투표에서 806,237표, 선수단 투표에서 169표를 얻어 총점 38.80점으로 나눔팀 올스타 포수로 선정됐다.
시즌 2할대 타율, 107안타, 6홈런을 기록했다. 또 10개 구단 포수 중 가장 많은 이닝인 1086.2이닝을 소화했고, 도루 저지율 0.295, 3실책을 기록했다. 또한 2003년 박경완, 2006년 강민호에 이어 역대 3번째 포수 전 경기 출장을 기록했다.

#### 2015년플레이오프
5경기에 출전해 13타수 2안타, 1타점을 기록했다.
- 기록

| 타율  | 경기 | 타수 | 득점 | 안타 | 2루타 | 3루타 | 홈런 | 타점 | 도루 |   | 볼넷 | 사구 | 삼진 | 병살 | 장타율 | 출루율 | 실책 | 비고 |
| ----- | ---- | ---- | ---- | ---- | ----- | ----- | ---- | ---- | ---- | - | ---- | ---- | ---- | ---- | ------ | ------ | ---- | ---- |
| 0.154 | 5    | 13   | 0    | 2    | 0     | 0     | 0    | 1    | 0    | 0 | 1    | 0    | 2    | 0    | 0.154  | 0.214  | 1    |      |

### 2016년시즌
시즌 134경기에 출전해 2할대 타율, 79안타(1홈런), 30타점을 기록했다.

### 2017년시즌
시즌 132경기에 출전해 2할대 타율, 96안타(3홈런), 34타점, 장타율 0.343, 출루율 0.333을 기록했다.
시즌 후 경찰 야구단에 입대했다.

## 경찰 야구단시절
2018년에 입단했다.

## NC 다이노스복귀
2019년에 복귀하였다. 복귀 후 양의지의 백업 포수로 출전했다.
2019년 시즌 후 FA 자격을 취득해 4년 총액 13억원(계약금 1억원, 연봉 2억원, 옵션 4억원)에 잔류했다.

### 2020년시즌
백업 포수로 출전했다. 시즌 80경기에 출전해 33안타(1홈런), 18타점, 16득점, 6볼넷을 기록했다. 한국시리즈 엔트리에 포함됐지만, 경기에는 출전하지 못했다.

### 2021년시즌
양의지가 팔꿈치 부상을 당해 주전 포수로 활동했다.
시즌 102경기에 출전해 2할대 타율, 51안타(7홈런), 24타점, 장타율 0.341, 출루율 0.311을 기록했다.

## 삼성 라이온즈시절
2021년 12월 13일 당시 NC 다이노스 소속이었던 그, 삼성 라이온즈 소속이었던 김응민, 심창민과 1:2 트레이드를 통해 이적했다.

## KIA 타이거즈시절
2023년 7월 5일 당시 KIA 타이거즈 소속이었던 류지혁과 1:1 트레이드를 통해 이적하였다.

## 출신 학교
- 양정초등학교
- 부산 대동중학교
- 부산고등학교

## 별명
- 김태균과 이름이 비슷해 '김별멍'이라고 불린다.
- 2013년 3월 17일에 방영된 KBS 다큐멘터리 3일 289회에서 "투수는 귀족, 외야수는 상인, 내야수는 노비, 포수는 거지"라는 발언으로 '거지 포수'라고 불린다.

## 트리비아
- 2008년 신인 드래프트 날짜를 착각해 드래프트가 실시되던 시간에 잠을 자고 있었고, 후배가 그를 깨워 지명 소식을 알렸다.[19]
- 부산고등학교 시절 외야수로 주로 출전했다. 고등학교 3학년 때 수비 중에 축구 골대에 머리를 부딪힌 후 순간 달리기 능력이 급감하며 포수로 포지션을 변경했다. 인터뷰에서 "포수를 맡으려고 축구 골대에 머리를 박았나 싶더라고요"라고 말했다.[20]
- LG 트윈스에 대한 애착이 정말 강해 NC 다이노스에 특별 지명됐을 때 모든 선수들 앞에서 눈물을 흘렸다.

## 통산 기록
| 연도 | 팀명   | 타율  | 경기 | 타수 | 득점 | 안타 | 2루타 | 3루타 | 홈런 | 루타 | 타점 | 도루 | 도실 | 볼넷 | 사구 | 삼진 | 병살 | 실책 |
| ---- | ------ | ----- | ---- | ---- | ---- | ---- | ----- | ----- | ---- | ---- | ---- | ---- | ---- | ---- | ---- | ---- | ---- | ---- |
| 2008 | LG     | 0.333 | 6    | 3    | 0    | 1    | 0     | 0     | 0    | 1    | 0    | 0    | 0    | 0    | 0    | 1    | 0    | 0    |
| 2009 | LG     | 0.250 | 54   | 108  | 7    | 27   | 2     | 1     | 0    | 31   | 5    | 0    | 0    | 2    | 1    | 18   | 4    | 3    |
| 2010 | LG     | 0.255 | 50   | 51   | 2    | 13   | 1     | 0     | 0    | 14   | 6    | 0    | 0    | 2    | 1    | 9    | 1    | 1    |
| 2011 | LG     | 0.234 | 38   | 47   | 4    | 11   | 0     | 0     | 0    | 11   | 1    | 0    | 0    | 4    | 0    | 4    | 2    | 0    |
| 2012 | LG     | 0.201 | 100  | 149  | 7    | 30   | 2     | 0     | 0    | 32   | 14   | 0    | 0    | 8    | 5    | 24   | 6    | 4    |
| 2013 | NC     | 0.213 | 112  | 277  | 21   | 59   | 5     | 0     | 4    | 76   | 28   | 0    | 2    | 19   | 7    | 57   | 10   | 7    |
| 2014 | NC     | 0.262 | 109  | 294  | 28   | 77   | 13    | 0     | 0    | 90   | 23   | 0    | 1    | 12   | 4    | 47   | 9    | 6    |
| 2015 | NC     | 0.254 | 144  | 421  | 45   | 107  | 24    | 0     | 6    | 149  | 52   | 1    | 1    | 25   | 10   | 77   | 12   | 3    |
| 2016 | NC     | 0.232 | 134  | 340  | 37   | 79   | 15    | 0     | 1    | 97   | 30   | 0    | 0    | 22   | 9    | 44   | 14   | 0    |
| 2017 | NC     | 0.265 | 132  | 362  | 33   | 96   | 19    | 0     | 3    | 124  | 34   | 0    | 1    | 16   | 22   | 43   | 11   | 9    |
| 2019 | NC     | 0.182 | 18   | 22   | 0    | 4    | 0     | 0     | 0    | 4    | 1    | 0    | 0    | 4    | 2    | 8    | 1    | 0    |
| 2020 | NC     | 0.292 | 80   | 113  | 16   | 33   | 6     | 0     | 1    | 42   | 18   | 0    | 0    | 6    | 4    | 14   | 3    | 3    |
| 2021 | NC     | 0.220 | 102  | 232  | 23   | 51   | 7     | 0     | 7    | 79   | 24   | 0    | 1    | 21   | 11   | 30   | 4    | 6    |
| 2022 | 삼성   | 0.298 | 102  | 205  | 20   | 61   | 11    | 0     | 2    | 78   | 25   | 0    | 0    | 17   | 4    | 34   | 15   | 1    |
| 2023 | KIA    | 0.257 | 114  | 311  | 24   | 80   | 10    | 1     | 1    | 95   | 42   | 2    | 1    | 15   | 8    | 30   | 17   | 4    |
| 통산 | 15시즌 | 0.248 | 1295 | 2935 | 267  | 729  | 115   | 2     | 25   | 923  | 303  | 2    | 7    | 173  | 88   | 440  | 109  | 47   |

- 빨간 글씨는 한국 프로야구 역사상 최고 기록

## 주요 기록
| 기록                          | 날짜           | 소속팀 | 상대팀 | 상대투수 | 구장 | 기타                              |
| ----------------------------- | -------------- | ------ | ------ | -------- | ---- | --------------------------------- |
| 통산 49번째 끝내기 희생플라이 | 2014년 7월 1일 | NC     | SK     | 박정배   | 마산 | 이전 기록 : 2014년 5월 8일 이택근 |